# LV 90 Erzgebirge
Der LV 90 Erzgebirge ist ein Leichtathletik-Verein, der im sächsischen Erzgebirgskreis beheimatet ist. Er entstand im Herbst 2011 aus dem Verein LV 90 Thum und ist Teil des sächsischen Leichtathletik-Landesstützpunktes Chemnitz/Erzgebirge.

## Geschichte
Der LV 90 Thum wurde 1990 aus der Sektion Leichtathletik der BSG Lokomotive Thum als eigenständiger Verein ausgegründet. Die Sektion hatte den Status eines Trainingszentrums (TZ) für Leichtathletik für die Betriebssportgemeinschaften Fortschritt Ehrenfriedersdorf, Lok Thum und Werner Seelenbinder Gelenau des damaligen Kreises Zschopau. Federführend bei der Vereinsgründung war der damalige TZ-Trainer Sven Lang. Innerhalb weniger Jahre baute er mit anderen Mitstreitern einen vor allem im Jugendbereich gewichtigen Leistungsstützpunkt auf. Durch die Sanierung der Leichtathletikanlage stand zudem ab 1997 eine Kunststoffanlage zur Verfügung, die nunmehr auch vor allem für den Laufbereich bessere Trainingsbedingungen anbietet. Bedingt durch die Spezialisierung von Sven Lang auf den Bereich Wurf/Stoß machten lange Zeit vor allem Kugelstoßer aus Thum international auf sich aufmerksam. Aushängeschild ist dabei die Weltmeisterin Christina Schwanitz. In den letzten Jahren gab es aber auch zunehmend Erfolge im Laufbereich, wofür exemplarisch die Sprinterin Rebekka Haase steht. 
Am 20. Oktober 2011 wurde der Verein LV 90 Erzgebirge gegründet, der als Leichtathletik-Landesstützpunkt Chemnitz/Erzgebirge agiert. Mit dem neuen Namen wird den mittlerweile mehreren Trainingsstützpunkten im Erzgebirgskreis Rechnung getragen und eine Trennung zwischen dem Elitebereich und dem Kinder- und Nachwuchsbereich geschaffen. Der ursprüngliche Verein LV 90 Thum, der auch für den Thumer Werfertag verantwortlich zeichnete, wurde im Jahr 2016 aufgelöst. Gleichzeitig wurde ein Förderverein gegründet. Ende 2015 betreuten 13 Trainer und Übungsleiter rund 260 Sportler.

## Präsidenten
- 2011–2016: Rüdiger Kunze
- 2016–2018: Andreas Mey
- seit November 2018 Knut Schreiter

## Sportstätte
Das im Eigentum der Stadt Thum stehende Stadion an der Wiesenstraße ist eine Sportanlage mit einem Rasenplatz, der auch vom Fußballverein ESV Eintracht Thum-Herold genutzt wird. Für die Leichtathletik sind sämtliche Anlagen auf Kunststoffbelag vorhanden. Es bestehen vier Rundbahnen, sechs Sprintbahnen, Anlagen für Diskus, Kugelstoßen, Stabhochsprung und den Hindernislauf.

## Erfolge
- Sophie Kleeberg (Kugelstoßerin)

- 2007 Bronze bei den Jugendweltmeisterschaften
- 2009 Bronze bei den Junioreneuropameisterschaften
- 2011 Silber bei den U23-Europameisterschaften

- Christina Schwanitz (Kugelstoßerin)

- vierfache Deutsche Meisterin
- 2013 Halleneuropameisterin
- 2013 Silber bei den Weltmeisterschaften
- 2014 Europameisterin
- 2015 Weltmeisterin
- 2016 Europameisterin

- Rebekka Haase (Sprinterin)

- 2014 Deutsche Meisterin über 200 m
- 2015 dreifache U23-Europameisterin
- 2015 Deutsche Meisterin über 200 m
- 2016 Bronze bei den Europameisterschaften in der 4 × 100-m-Staffel